# Karoline Bauer

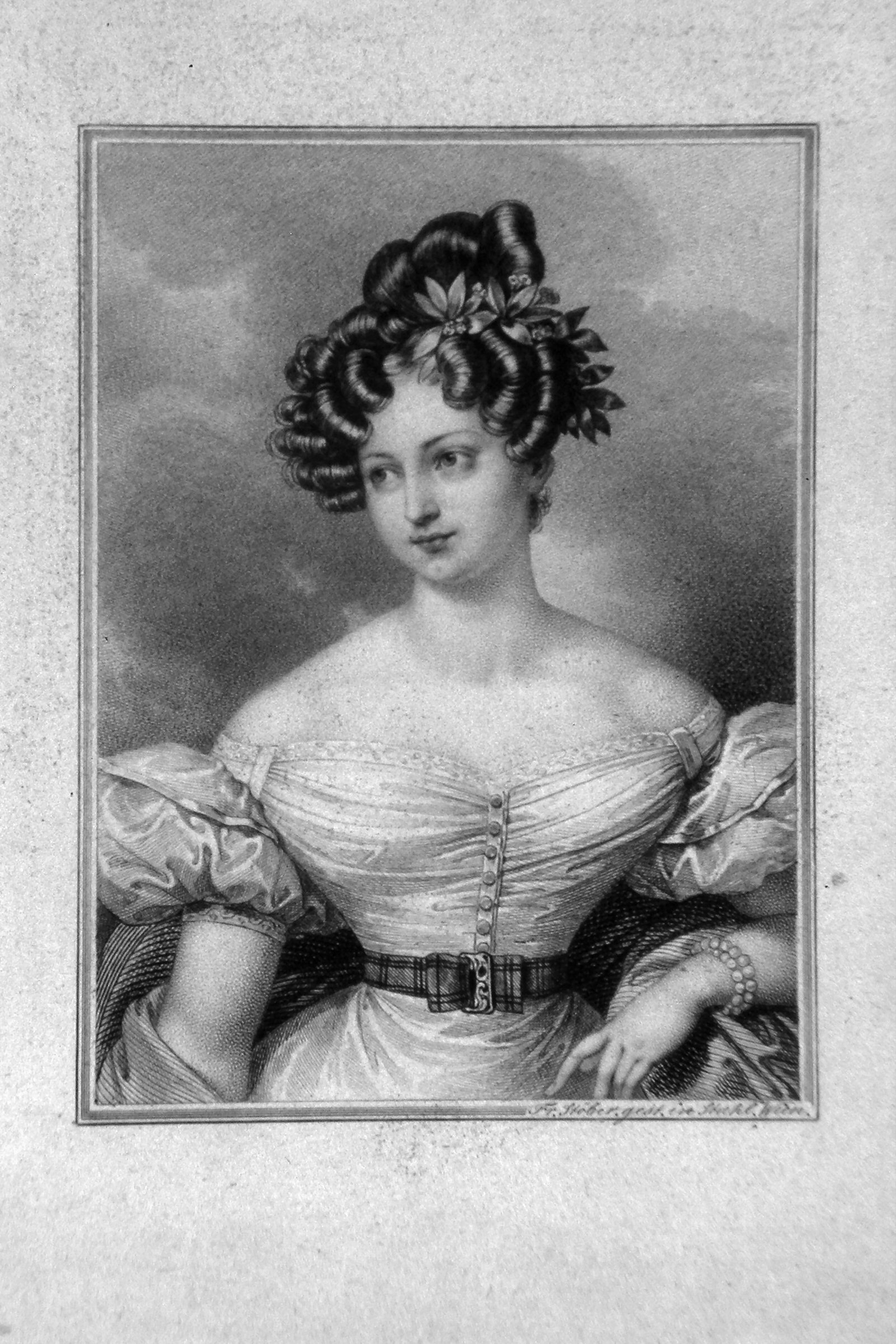
Karoline Bauer, Stålstick av Franz Xaver Stöber.

Karoline Bauer, född 29 mars 1807 i Heidelberg, död 18 oktober 1878, var en tysk skådespelerska.
Bauer var 1824–1829 anställd vid kungliga teatern i Berlin, ägnade sig 1831–1835 åt gästspel och var 1835–1844 anställd vid hovteatern i Dresden. Hon drog sig 1829 tillbaka från scenen för att leva tillsammans med prins Leopold av Koburg, men skildes från honom då han 1831 som Leopold I besteg Belgiens tron, och gifte sig 1844 med greve Ladislaus von Broel-Plater.
Bauer vann sin största popularitet inom komedin, men gjorde senare även uppskattade tolkningar av dramatiska stycken. Bland hennes främsta roller märks Julia i Romeo och Julia, Clärchen i Egmont och Maria Stuart.